# Фуквок
Фуквок је највеће острво у Вијетнаму. Оно је округ покрајине Кијен Жјанг, чија површина износи 574 km², а становника има око 85.000. Оно се налази 12 км од обале Камбоџе, и 45 км од Хатјена. Округ обухвата и 21 мање острво — хрид. Делетности се заснивају на риболову, пољопривреди и брзорастућем туризму; на острву постоји неколико плажа, одмаралишта и хотела које Фуквок чине популарном туристичком дестинацијом.